# Allagoptera
Genre
Classification APG III (2009)
Synonymes
- Allogoptera Nees
- Diplothemium Mart.
- Diplothenium Voigt
- Polyandrococos Barb.Rodr.

Allagoptera est un genre de plantes de la famille des Arecaceae (les palmiers) que l'on trouve en Amérique du Sud (Brésil, Paraguay, Bolivie, et Argentine).

## Liste des espèces
Selon World Checklist of Selected Plant Families (WCSP) (6 juin 2016) :
- Allagoptera arenaria (Gomes) Kuntze (1891)
- Allagoptera brevicalyx M.Moraes (1993)
- Allagoptera campestris (Mart.) Kuntze (1891)
- Allagoptera caudescens (Mart.) Kuntze (1891) Syn. Polyandrococos caudescens (Mart.) Barb.Rodr.
- Allagoptera leucocalyx (Drude) Kuntze (1891)
- Allagoptera robusta R.C.Martins & Filg., Phytotaxa 197: 116 (2015)

Selon ITIS (6 juin 2016) :
- Allogoptera arenaria (Gomes) O. Kuntze
- Allogoptera campstris (Martius) O. Kuntze